# Paulianyx ferruginea
Paulianyx ferruginea is een hooiwagen uit de familie Triaenonychidae.